# Bătălia de la Anghiari (pictură de Leonardo da Vinci)
 Bătălia de la Anghiari  este o pictură realizată de Leonardo da Vinci în 1505.

## Descriere
Leonardo a fost pus s-o picteze în Sala de Consiliu din Florența. Propusă în anul 1503, Leonardo a promis că ar termina opera în februarie 1505, dacă nu el ar fi dat banii primiți înapoi. În jurul anului 1603, Peter Paul Rubens a realizat o copie care acum se află la Muzeul Luvru. 